# Pseudocyclosorus linearis
Pseudocyclosorus linearis är en kärrbräkenväxtart som beskrevs av Ren-Chang Ching, Amp; Shing och Y. X. Lin. Pseudocyclosorus linearis ingår i släktet Pseudocyclosorus och familjen Thelypteridaceae. Inga underarter finns listade.